# Mostówka (powiat wyszkowski)
Mostówka – wieś w Polsce położona w województwie mazowieckim, w powiecie wyszkowskim, w gminie Zabrodzie. Ma status sołectwa.
W latach 1975–1998 miejscowość należała administracyjnie do województwa ostrołęckiego.
Mostówka jest siedzibą rzymskokatolickiej parafii Miłosierdzia Bożego należącej do dekanatu radzymińskiego.
Przez wieś przechodzi linia kolejowa Tłuszcz (powiat wołomiński)-Wyszków-Ostrołęka, obsługiwana przez Koleje Mazowieckie.
Przebiega tutaj również żółty szlak rowerowy: Wyszków - Niegów - Dąbrówka - Głuchy - Loretto (66,6 km).
W Mostówce powstały trasy do narciarstwa biegowego

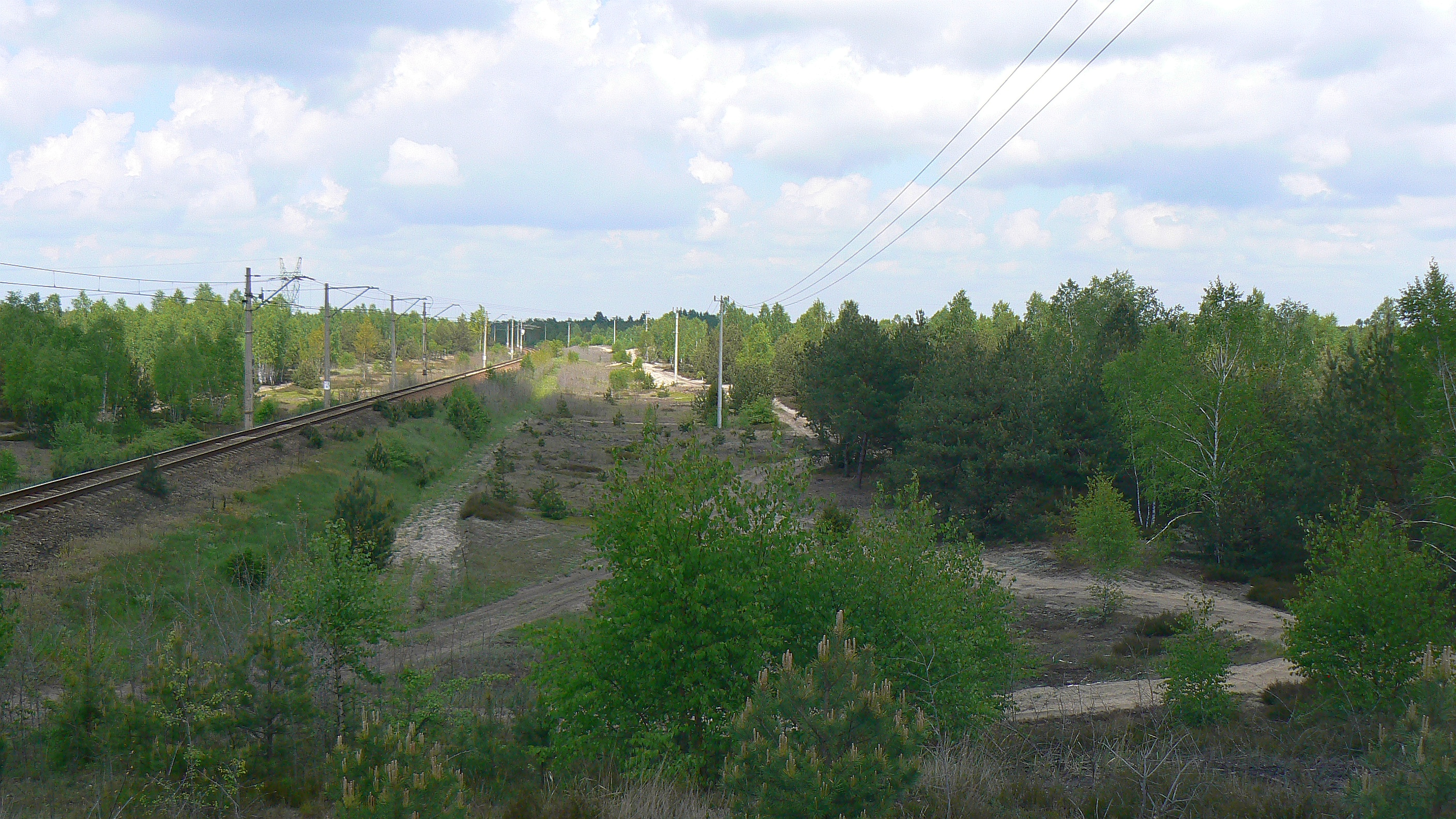
Las w Mostówce obok linii kolejowej do Wyszkowa
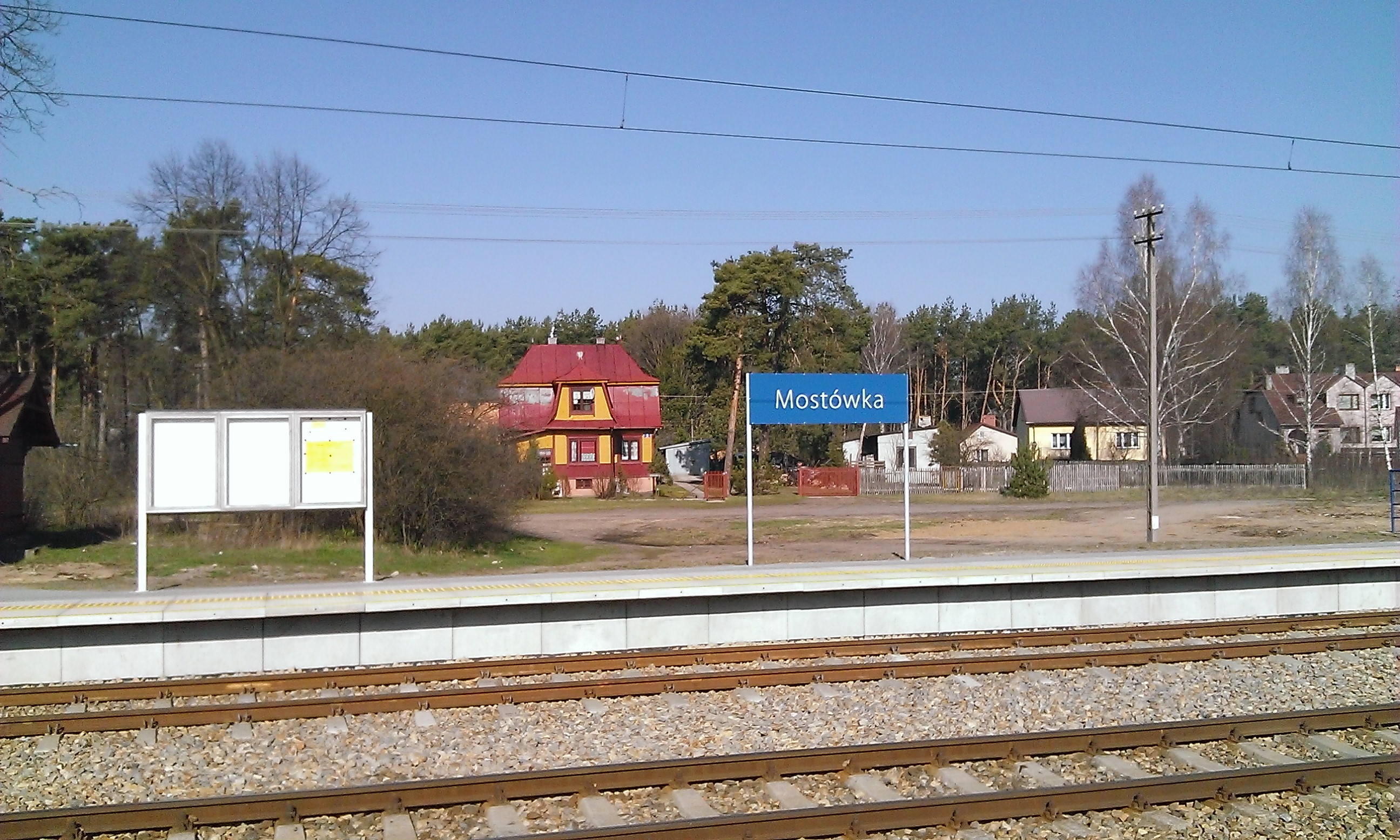
Stacja kolejowa w Mostówce